# 1925-ös magyar atlétikai bajnokság
Az 1925-ös magyar atlétikai bajnokságon, amely a 30. magyar bajnokság volt, ötpróba helyet tízpróba került be a programba és először futottak maratoni távon. (42,195 km) A tízpróba számai: (első nap) 100 m síkfutás, távolugrás, súlylökés, magasugrás, 400 m síkfutás, (második nap) 110 m gátfutás, diszkoszvetés, rúdugrás, gerelyhajítás és 1500 m síkfutás.

## Eredmények

### Férfiak
| Versenyszám        | Arany                                                                 | Arany         | Ezüst                                            | Ezüst        | Bronz                                              | Bronz     |
| ------------------ | --------------------------------------------------------------------- | ------------- | ------------------------------------------------ | ------------ | -------------------------------------------------- | --------- |
| 100 m              | Raggambi-Fluck István BBTE                                            | 11,1          | Rózsahegyi Gusztáv MAC                           | 11,3         | Hajdú Sándor Ferencvárosi TC                       | 11,5      |
| 200 m              | Rózsahegyi Gusztáv MAC                                                | 22,4          | Hajdú Sándor Ferencvárosi TC                     | 22,7         | Juhász György MAC                                  | 23,0      |
| 400 m              | Barsi László BBTE                                                     | 49,1          | Gerő Mór KAOE                                    | 49,8         | Juhász György MAC                                  | 50,1      |
| 800 m              | Barsi László BBTE                                                     | 1:59,0        | Rózsa Ármin MTE                                  | 2:03,0       | Ruzicska Géza KAOE                                 | 2:03,8    |
| 1500 m             | Fonyó Márton MTK                                                      | 4:10,2        | Grósz István MTK                                 | 4:11,8       | Csekey Gyula MOVE Csillaghegy FC                   | 4:14,2    |
| 5000 m             | Grósz István MTK                                                      | 15:56,8       | Gyulay Gábor Debreceni EAC                       | 16:04,2      | Papp György Ferencvárosi TC                        | 16:13,2   |
| 15 000 m           | Király Pál Egyetértés SC                                              |               | Grósz István MTK                                 |              | Kultsár István MAC                                 |           |
| 110 m gát          | Püspöki Tibor MAC                                                     | 16,0          | Muskát László MTK                                | 16,4         | Újfaluczky József Ferencvárosi TC                  | 17,5      |
| 200 m gát          | Magyar Alajos KAOE                                                    | 27,1          | Plávenszky Ferenc BBTE                           | 27,3         | Braun Ernő MTK                                     | 27,4      |
| 400 m gát          | Somfay Elemér MAC                                                     | 58,2          | Krieger László Ferencvárosi TC                   | 59,8         | Dénes Emil MAFC                                    | 59,9      |
| 10 km gyaloglás    | Hajdu Miklós MÁV Gépgyári SK                                          | 52:28,0       | Pintér János Egyetértés SC                       | 55:34,2      | Mladonitzky Tibor Ferencvárosi TC                  | 55:56,2   |
| 30 km gyaloglás    | Hajdu Miklós MÁV Gépgyári SK                                          | 3:01:21,3     | Godó József MÁV                                  | 3:04,52,0    | Hufnágel Rezső Egyetértés SC                       | 3:09,55,0 |
| magasugrás         | Gáspár Jenő MAC                                                       | 193 cm        | Orbán Ferenc SZAK                                | 178 cm       | Magyar József MTK                                  | 178 cm    |
| távolugrás         | Püspöki Tibor MAC                                                     | 678 cm        | Balogh Lajos MAFC                                | 660 cm       | Bakó Kálmán MAC                                    | 656 cm    |
| hármasugrás        | Farkas Mátyás MAC                                                     | 13,61 m       | Kovács Imre BEAC                                 | 13,39 m      | Molnár Ferenc MAC                                  | 13,19 m   |
| rúdugrás           | Brausz Károly Ferencvárosi TC                                         | 360 cm        | Csáki Lajos Dorogi AC                            | 345 cm       | Nagy Ernő                                          | 335 cm    |
| súlylökés          | Bedő Pál BEAC                                                         | 13,54 m       | Egri Kálmán MAC                                  | 13,32 m      | Nonn János BBTE                                    | 12,69 m   |
| diszkoszvetés      | Molnár Béla Egri MSE                                                  | 40,84 m       | Egri Kálmán MAC                                  | 40,40 m      | Csejtey Lajos BEAC                                 | 39,82 m   |
| gerelyhajítás      | Szepes Béla MAC                                                       | 57,50 m       | Gyurkó László Ferencvárosi TC                    | 54,19 m      | T. Szabó Emánuel MAC                               | 53,05 m   |
| tízpróba           | Farkas Mátyás MAC                                                     | 5805,890 pont | Nagy Ernő                                        | 5322,49 pont |                                                    |           |
| maraton            | Király Pál Egyetértés SC                                              | 2:56:15,0     | Hrenyovszky János Dorogi AC                      | 2:58:21,0    | Szávai István Szegedi VSE                          | 3:05:59,2 |
| mezei futás        | Kultsár István MAC                                                    | 47:44,6       | Király Pál Egyetértés SC                         | 47:44,6      | Grósz István MTK                                   | 47:56,2   |
| 4 × 100 m          | Kereskedők AOE Steinmetz István Gerő Mór Vida Béla Gerő Ferenc        | 42,7          | MAC Egri Püspöki Rózshaegyi Juhász               | 43,2         | BEAC Körmendi Juhos Barsi Fluck                    | 43,3      |
| 4 × 400 m          | Kereskedők AOE Gerő Ferenc Ruzitska Géza Steinmetz István Gerő Mór    | 3:33,5        | MAC Beráts Püspöki Juhász Rózshaegyi             |              | MTK Magyar Réti Muskát Kurunczy                    |           |
| 4 × 1500 m         | MAC Szerb Elek Kultsár István Szigeti István Belloni Gyula            | 18:02,4       | Ferencvárosi TC Papp Aczél Kertész Szabadkay     | 18:25,0      |                                                    |           |
| 5000 m csapat      | MAC Belloni Gyula Szerb Elek Kultsár István Zöllner Dezső Hennel Emil | 25 pont       | MTK Grósz Besc Bokor Nemes Leimetter             | 60 pont      | Egyetértés SC Király Majzik Fsocsik Hufnágel Fehér | 68 pont   |
| mezei futás csapat | MAC Kultsár István Szerb Elek Belloni Gyula Zsolnai Dezső Hennel Emil | 31 pont       | Egyetértés SC Király Majzik Kádár Fehér Hufnágel | 54 pont      | MTK Grósz Váradi Leimetter Nemes Bokor             | 55 pont   |

15 000 méteren a versenyzők egy körrel kevesebbet teljesítettek.